# Kås Hoved
 For alternative betydninger, se Kås (flertydig). (Se også artikler, som begynder med Kås)
Kås Hoved er en fredet halvø på vestsiden af Salling, i Lihme Sogn i det tidligere Rødding Herred, Viborg Amt, nu Skive Kommune. Kås Hoved hører under Kås Hovedgård, og området ligger vest for Kås Sø og nordvest for hovedgården, dvs. ved nordenden af Venø Bugt og sydenden af Kås Bredning i Limfjorden. Halvøen består af lave morænebakker, der er omgivet af hævet havbund med systemer af strandvolde, og den er adskilt fra Salling af Kås Sø. Ved sydvestpynten, selve Kås Hoved, ligger en 700 m lang klint med bl.a. marine aflejringer fra Elster-istid og Holstein-mellemistid.
Landskabeligt set er området en lyngklædt halvø med egekrat på den nordlige del. De 407 ha af halvøen blev fredet i 1941. Det er et habitatområde under Natura 2000, og området er udpeget for at beskytte 2 arter: odder og stor vandsalamander og 11 habitatnatur-typer. Halvøen rummer mange naturtyper, bl.a. skov, strandeng, overdrev og hede. Det giver plads til en meget varieret flora og fauna. Man kan bl.a. se grågås, fiskehejre, ryle, hjejle og rovfugle som tårnfalk og fiskeørn. Området rummer desuden mange sommerfuglearter.

## Kås Skov
Den forblæste Kås Skov er et krat, domineret af 50-250 år gamle ege med en underskov af Bævre-Asp, Birk, Almindelig Røn, Almindelig Hassel og Tørst. På enkelte steder finder man krogede Skov-Fyr. Skoven henligger i uberørt naturtilstand, hvor kun vindfælder bliver fjernet. Det har skabt en biotop med mange, sjældne laver og insekter. Halvøens sydlige del er overdrev og græshede med mange, lave gravhøje. På disse lysåbne arealer består vegetationen især af Rød Svingel, Hedelyng, Almindelig Ene og (på de fugtige steder) Mose-Pors. For at bevare de særlige, lysåbne landskabstyper på halvøen, bliver området plejet ved ekstensiv græsning med får, kødkvæg og stude.
Kås Hoved blev fredet i 1941.

## Adgang
Efter en endelig afgørelse i Natur- og Miljøklagenævnet er der fra november 2014 adgang for offentligheden til alle udyrkede arealer på Kaas-halvøen efter Naturbeskyttelseslovens almindelige regler. Undtaget er den gamle fredskov, der forbliver lukket for at skåne sårbar natur.

## Eksterne kilder og henvisninger
1. ↑  Om fredningen på fredninger.dk
2. ↑  "Kort der viser hvor man må færdes". Arkiveret fra originalen 6. februar 2015. Hentet 6. februar 2015.

- Wikimedia Commons har flere filer relateret til Kås Hoved
- Natura 2000-plan for Kås Hoved – Handleplan 2010-2015 Kaas Hoved, Natura 2000-område nr. 31 - Habitatområde H31
- Den store Danske: Kås Halvø
- Skive Kommune: Kås Ålbæk folder (Webside ikke længere tilgængelig) - publikumsoplysninger om området
- Hjemmeside om naturen på Kaas-halvøen Arkiveret 6. februar 2015 hos  Wayback Machine - : www.kaastur.dk